# 코벨린 센터
코벨린 센터(Covelli Centre)는 미국 오하이오주 영스타운에 위치한 실내 경기장이다. 과거 CHL 영스타운 스틸하운즈의 홈경기장으로 사용했다.